# 上同調維數
代數中，上同調維數是群的不變量，量度群的表示的同調複雜度。上同調維數在幾何群論、拓撲學、代數數論中有重要應用。

## 群的上同調維數
就如大多數的同調及上同調不變量，上同調維數涉及選取「係數環」R，最常見的特例是整數環R = Z。設G是離散群，R是非零有單位元的環，RG是其群環。群G的上同調維數小於或等於n，記為cdR(G) ≤ n，若平凡RG-模R有一個長為n的投射分解，也就是有投射RG-模P0, …, Pn，及RG-模同態dk: Pk→Pk − 1(k = 1, …, n)和d0: P0→R，使得對k = 1, …, n，dk的像正是dk − 1的核，且dn有平凡核。
等價地，群G的上同調維數小於或等於n，若對任何RG-模M，G以M為係數的上同調於階k > n時消失，即Hk(G,M) = 0。
若n是最小的整數使得群G的上同調維數小於或等於n，則G的（係數R的）上同調維數等於n，記為n = cdR(G)。

## 例子
以下例子中係數環R為Z。
- 自由群的上同調維數等於1。按斯托林斯－斯旺（Stallings–Swan）定理，這性質完全描述了自由群。
- 除球面外，一個緊緻連通可定向的黎曼曲面的基本群的上同調維數等於2。
- 更一般而言，一個n維的緊緻連通可定向的非球面流形的基本群的上同調維數等於n。
- 非平凡有限群的上同調維數為無限。